# Trois Troupiers
Pour plus de détails, voir Fiche technique et Distribution.
Trois Troupiers (Soldiers Three) est un film américain réalisé par Tay Garnett, sorti en 1951.

## Synopsis
En 1918 à Londres, Brunswick, un général à la retraite, raconte dans son club comment il a été promu des années auparavant lors de son service en Inde.

## Fiche technique
- Titre original : Soldiers Three
- Titre français : Trois Troupiers
- Réalisation : Tay Garnett
- Scénario : Malcolm Stuart Boylan (en), Tom Reed, Marguerite Roberts librement inspiré du poème Gunga Din de Rudyard Kipling
- Direction artistique : Cedric Gibbons, Malcolm Brown
- Décors de plateau : Fred M. MacLean et Edwin B. Willis
- Costumes : Walter Plunkett
- Photographie : William Mellor
- Son : Douglas Shearer
- Montage : Robert J. Kern
- Musique : Adolph Deutsch
- Production : Pandro S. Berman
- Société de production : Metro-Goldwyn-Mayer
- Société de distribution : Loew's Inc.
- Pays de production :  États-Unis
- Langue originale : anglais
- Format : Noir et blanc — 35 mm — 1,37:1 — Son : Mono (Western Electric Sound System)
- Genre : Film d'aventure
- Durée : 92 minutes
- Dates de sortie : 
  - États-Unis : 29 mars 1951 (première à New York)
  - France : 9 avril 1952

## Distribution
- Stewart Granger (VF : Gabriel Cattand) : soldat Archibald Ackroyd
- Walter Pidgeon (VF : Pierre Morin) : Colonel Brunswick
- David Niven (VF : Yves Furet) : Capitaine Pidnenny
- Robert Newton (VF : Robert Dalban) : soldat Jock Sykes
- Cyril Cusack (VF : Henry Charrett) : soldat Dennis Malloy
- Richard Hale (VF : Fernand Fabre) : Govind-Lal
- Michael Ansara (VF : Maurice Dorléac) : Manik Rao
- Greta Gynt (en) : Crenshaw
- Frank Allenby (VF : Jean-Paul Moulinot) : Colonel Groat
- Robert Coote (VF : Raoul Guillet) : Major Mercer
- Dan O'Herlihy (VF : Jacques Beauchey) : Sergent Murphy
- Patrick Whyte (VF : Émile Duard) : Major Robert Harrow
- Movita Castaneda : la propriétaire
- Harry Lang (VF : Christian Argentin) : le commerçant
- Frank Hagney : l'écossais